# 恰里夫內 (別里斯拉夫區)
47°1′3″N 33°15′50″E / 47.01750°N 33.26389°E
恰里夫内（烏克蘭語：Чарівне）是位於烏克蘭南部的村莊，由赫爾松州別里斯拉夫區的博羅津斯凱市鎮負責管轄。該村始建於1865年，面積1.21平方公里，海拔高度62米，2001年人口508，人口密度每平方公里418.5人。